# Radomin (województwo kujawsko-pomorskie)
Radomin – wieś w Polsce położona w województwie kujawsko-pomorskim, w powiecie golubsko-dobrzyńskim, w gminie Radomin, przy drodze wojewódzkiej nr 534.

## Podział administracyjny

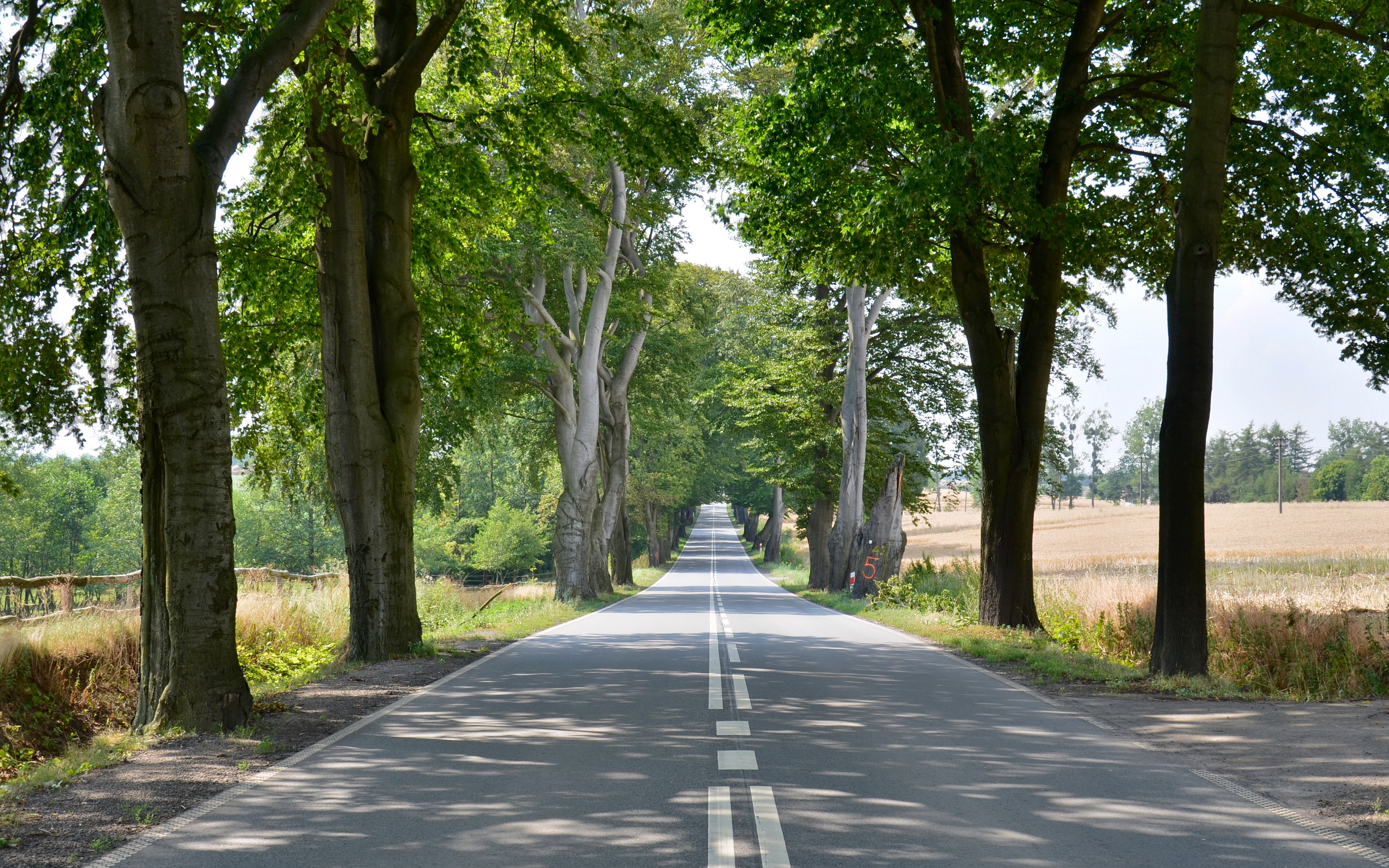
Aleja bukowa

W okresie II RP miejscowość była siedzibą gminy Płonne. W latach 1975–1998 miejscowość położona była w województwie toruńskim. Obecnie siedziba gminy Radomin.

## Demografia
Według Narodowego Spisu Powszechnego (III 2011 r.) wieś liczyła 994 mieszkańców. Jest największą miejscowością gminy Radomin.

## Grupy wyznaniowe
We wsi znajduje się parafia pw. św. Mikołaja.

## Sport
W miejscowości mieści się gminny stadion (pojemność 500 miejsc, w tym: 80 siedzących; wymiary: 95 × 60 m), na którym swe mecze rozgrywają drużyny seniorów i juniorów Klubu Sportowego Sokół Radomin (zał. 15 lipca 1995). Od sezonu 2017/2018 Sokół uczestniczy w rozgrywkach 4 ligi gr. kujawsko-pomorskiej, awans do tej klasy rozgrywkowej był największym sukcesem w historii klubu. Natomiast największym sukcesem drużyny w Pucharze Polski, było dotarcie (w sezonie 2014/2015) do ½ finału w grupie: Kujawsko-Pomorski Związek Piłki Nożnej, gdzie ulegli 0:5 zespołowi Chemika Bydgoszcz.

## Oświata i transport
W centrum mieszczą się także dwie szkoły: Szkoła Podstawowa i Publiczne Gimnazjum. W Radominie znajduje się również gminny ośrodek kultury oraz wąskotorowa stacja kolejowa, przez którą przebiega nieczynna linia Dobre-Brodnica.

## Zabytki
Według rejestru zabytków NID na listę zabytków wpisane są obiekty:
- kościół parafialny pw. św. Mikołaja, XIV w., przełom XVIII/XIX w., nr rej.: A/260 z 04.07.1980
- park dworski z aleją bukową, początek XIX w., nr rej.: 499 z 01.10.1985

Nieistniejący dwór z początków XIX w., uszkodzony podczas działań wojennych w 1945 r., znacjonalizowany w ramach reformy rolnej, zdewastowany, rozebrano po 1960 r..

## Bitwa pod Radominem
14 września 1769, w czasie Konfederacji Barskiej, doszło do bitwy pod Radominem. Stacjonujące w miejscowym dworze wojska rosyjskie pod dowództwem ks. Wołkońskiego, zostały zaatakowane przez konfederatów barskich pod dowództwem płk. Antoniego Morawskiego. Bitwa miała charakter wielogodzinnego pojedynku strzeleckiego. W bitwie poniosło śmierć około 350 Rosjan, zginął też miejscowy proboszcz, trafiony rosyjską kulą armatnią na progu kościoła. Moskale wymordowali szereg osób, w tym: dziedzica Ignacego Pawłowskiego i zrabowali dwór i plebanię, spłonęło szereg zabudowań, m.in. plebania i archiwum parafialne, w odwecie za powiadomienie konfederatów barskich, stacjonujących w pobliskim Golubiu-Dobrzyniu.